# Pont-canal de Saume
 (mars 2015).
Le pont-canal de Saume est un des nombreux ponts de ce type du Canal du Midi. Il se trouve à 3,2 km de Carcassonne dans le département de l'Aude.